# The Search for Everything: Wave Two
The Search for Everything: Wave Two è il quarto EP del cantautore e chitarrista statunitense John Mayer, pubblicato il 24 febbraio 2017. L'EP contiene le seconde quattro tracce del settimo album in studio di Mayer, The Search for Everything. Include quattro brani inediti. Le tracce contenute nell'album spaziano fra diversi generi, si passa infatti dall'R&B di Still Feel Like Your Man, al soft rock di Helpless, dal Country rock di Roll It On Home alla ballata acustica Emoji of a Wave.

## Tracce
Testi e musiche di John Mayer.
1. Still Feel Like Your Man – 3:57
2. Emoji of a Wave – 3:59
3. Helpless – 4:09
4. Roll it on Home – 3:25

## Formazione

### Musicisti
- John Mayer – vocals, guitars
- Steve Jordan – drums, percussion
- Pino Palladino – bass guitar
- Larry Goldings – keyboards

### Produzione
- Steve Jordan – produttore esecutivo
- Chad Franscoviak – produttore, ingegnere
- John Mayer – produttore
- Chris Galland – missaggio
- Manny Marroquin – missaggio
- Greg Calbi – mastering

## Copertina
L'immagine di copertina utilizzata per The Search of Everything: Wave Two è opera dell'artista sudcoreana Soey Milk.